# Hermann Kues

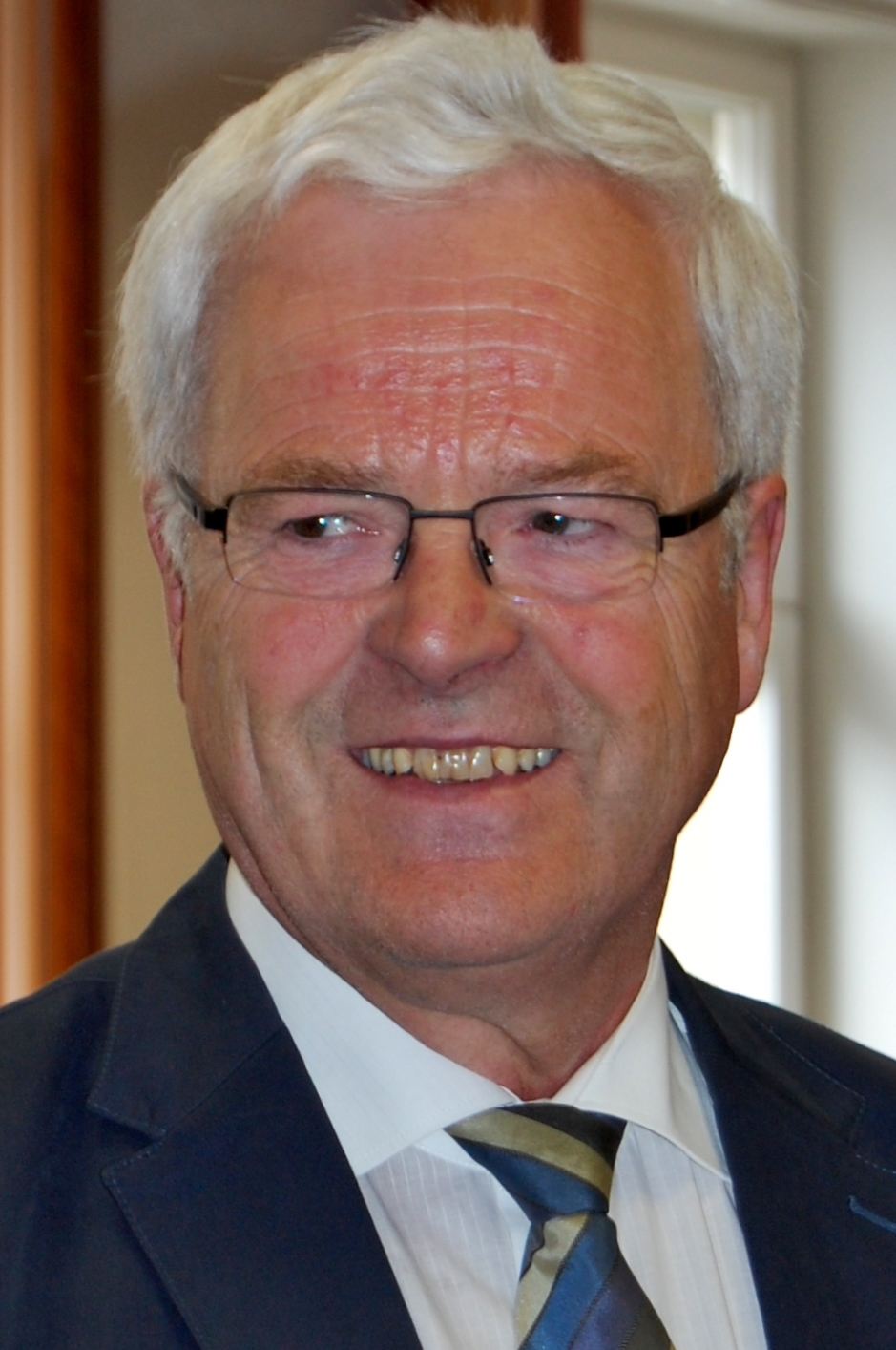
Hermann Kues (2013)

Hermann Kues [kyːs] (* 21. November 1949 in Holthausen, Landkreis Lingen) ist ein deutscher Politiker (CDU).
Er war von 2005 bis 2013 Parlamentarischer Staatssekretär bei der Bundesministerin für Familie, Senioren, Frauen und Jugend.

## Leben und Beruf
Nach dem Abitur am Gymnasium Georgianum in Lingen absolvierte Kues ein Studium der Wirtschafts- und Sozialwissenschaften an der Universität Münster, welches er als Diplom-Volkswirt beendete. 1979 erfolgte hier auch seine Promotion zum Dr. rer. pol. mit der Arbeit „Mitbestimmung und intensive Phase“. Nachdem er schon von 1976 bis 1979 als Dozent in der kirchlichen Erwachsenenbildung tätig gewesen war, war Kues von 1979 bis 1984 stellvertretender Leiter der Katholisch-Sozialen Akademie „Ludwig-Windthorst-Haus“ in Lingen. 1984 trat er als Mitarbeiter in die niedersächsische Staatskanzlei ein und war schließlich von 1986 bis 1990 Büroleiter des Umweltministers von Niedersachsen. Von 1991 bis 1994 war er hauptamtlicher Landesgeschäftsführer der CDU in Niedersachsen.
Hermann Kues ist katholisch, verheiratet und hat drei Kinder.

## Partei
Hermann Kues trat 1968 in die Junge Union (JU) und die CDU ein. Von 1970 bis 1976 gehörte er dem JU-Landesvorstand in Niedersachsen und dem JU-Deutschlandrat an.
Kues ist seit 2004 Vorsitzender des CDU-Bezirksverbandes Osnabrück-Emsland und Mitglied im CDU-Landesvorstand von Niedersachsen.

## Abgeordneter
Von 1981 bis 1984 gehörte er dem Kreistag des Landkreises Emsland an.
Von 1994 bis 2013 war Kues Mitglied des Deutschen Bundestages. Hier war er von 1998 bis 2000 stellvertretender Vorsitzender der CDU/CSU-Bundestagsfraktion für die Bereiche Gesundheits- und Sozialpolitik und von 2000 bis 2005 Fraktionsbeauftragter für Kirchen und Religionsgemeinschaften. Außerdem war Kues von 2002 bis 2005 Vorsitzender der Landesgruppe Niedersachsen der CDU/CSU-Bundestagsfraktion. Zudem war er Vorsitzender des Kardinal-Höffner-Kreises, eines Zusammenschlusses christlicher Abgeordneter der CDU/CSU-Bundestagsfraktion. Kues zog stets als direkt gewählter Abgeordneter des Wahlkreises Mittelems in den Bundestag ein. Bei der Bundestagswahl 2009 erreichte er hier 54,6 % der Erststimmen. Bei der Bundestagswahl 2013 trat er aus Altersgründen nicht wieder an.

## Öffentliche Ämter
Am 23. November 2005 wurde Kues als Parlamentarischer Staatssekretär bei der Bundesministerin für Familie, Senioren, Frauen und Jugend in die von Bundeskanzlerin Angela Merkel geführte Bundesregierung berufen. Er gehörte dem Kabinett Merkel I an und war auch im Kabinett Merkel II vertreten. Im Dezember 2013 endete seine Amtszeit.

## Sonstiges Engagement
Kues war Vorsitzender Ludwig-Windthorst-Stiftung, sowie Vorsitzender des Kuratoriums der Bundesstiftung Mutter und Kind. Bis 2018 war er zudem Mitglied des Vorstandes der Konrad Adenauer Stiftung. Zudem ist er Mitglied im Christophorus-Werk Lingen e. V. Seit Ende 2023 ist Kues weiterhin Vorsitzender der Telefonseelsorge Emsland/Grafschaft Bentheim.

## Publikationen
- Gesellschaft braucht Orientierung: Christliche Sozialethik und praktische Politik. Echter Verlag, Würzburg 2010, ISBN 978-3-429-03213-5.
- Was Kirche und Gesellschaft zusammenhält: Pragmatische Politik in christlicher Verantwortung. Echter Verlag, Würzburg 2012, ISBN 978-3-429-03513-6.